# 松井常松
松井 常松（まつい つねまつ、1960年9月8日 - ）は、群馬県高崎市出身の音楽家。本名は松井 恒二（まつい こうじ）。
日本のロックバンド、BOØWYのベーシストとして知られる。BOØWY時代は松井恒松と名乗っていたが、1992年頃に常松と改名。
ビーイング、Ø-con' nection、ユイ音楽工房、IRc2 CORPORATIONを経て、2004年より自身設立のソリッド・サウンズ所属。
身長170cm、体重57kg（2017年現在）。血液型はA型。既婚。1女1男の父。

## 略歴
高校時代、同級生の氷室京介らと共にバンド「デスペナルティ」を結成。1979年には同バンドでEastWestコンテストに入賞。ビーイングにスカウトされ上京するが、「デスペナルティ」がデビューすることはなく、バンドは空中分解となる。
1980年、織田哲郎のバンド「織田哲郎&9th IMAGE」にベーシストとして加入しプロデビューを果たすが、メンバー間の不和によって解散。
その後、氷室と布袋寅泰がバンドを結成しようとしていることを織田哲郎から聞き、同年9月に2人と合流。1982年にBOØWYのベーシストとして『MORAL』で再デビュー。オリジナルメンバーとして、解散まで活動する。
1988年にBOØWYでの活動終了後、スタジオ・ミュージシャンや布袋のライブサポートの後、1989年に初のソロアルバム『よろこびのうた』を発表。以降、マイペースな活動を続ける。BOØWY解散後も氷室や高橋まことのアルバム・レコーディングに参加する等、元メンバー同士との交流が一番多い。
『よろこびのうた』『SONG OF JOY'』ではインストゥルメンタルや女性ボーカリストをフィーチャーした楽曲を中心とし、『月下氷人』より自身がメイン・ボーカルを執る。他アーティストのサポートでステージに立っても、自身のライヴを行うことはなかった。『あの頃僕らは』よりライヴを意識した楽曲へと変貌を遂げていく。
2002年、2003年には布袋のツアーにサポートベーシストとして参加した。また2003年、ソロプロジェクトとして布袋、オオエタツヤ、岸利至と「Groove Syndicate」名義でアルバム『1』をリリースした。
2004年には、オオエタツヤ、岸利至と共に「Groove Syndicate」名義で、日本武道館で行われたデヴィッド・ボウイ日本公演のオープニングアクトを務めた。同年、自身の個人事務所「ソリッド・サウンズ」を設立。
2004年から約10年間は「ベースだと（はなわのように）一人で活動できないが、ギターだと一人でも演奏ができる。より多くの人と、音楽を通じてコミュニケーションしたい。」として、自身でアコースティック・ギターを演奏する音楽スタイルで活動していた。
2009年、ソロ活動20周年記念アルバム『HORIZON 〜20TH ANNIVERSARY〜』をリリースし、ライブツアーを敢行。オールディーズロックナンバーのカバー・アルバム『RAVE ON』もリリース。こちらでは原点回帰として久々にベースの8分弾きをメインとしたステージを披露。年末の「RAVE ON」ツアーではPERSONZと共演。同年11月、徳間書店より自叙伝「記憶」を上梓。
2012年10月14日より、ラジオ高崎にてラジオ番組「松井常松 SOLID SOUNDS」を開始。
2014年発売アルバム『Reverie』から、再び『よろこびのうた』の音楽性に回帰。自身の打ち込みによるインストゥルメンタルの作品を手がけている。
2016年よりラジオ高崎「AIR PLACE」木曜日ゲストパーソナリティとしてレギュラー出演。

## 人物・エピソード
- 家族は、両親と4歳上の姉[1]。BOØWY時代に結婚。娘と息子を授かる。メンバーの中で最初に父親になった。娘の誕生を当時のインタビューで嬉しそうに語っている。
- 最初に持った楽器はベースではなくギターで、後にバンドのベーシストが抜けたのがきっかけ。ちなみに、氷室は当時ボーカルではなくドラムであり、また後にBOØWYのメンバーとなる諸星アツシもいた。
- BOØWY時代、ライブのメンバー紹介で氷室から「渋い男です」と称されることが多く、解散ライブとなった『1224』では「ずっとずっと昔から知ってるけど渋い男です。オン・ベース、松井恒松！」と紹介された。表情を一切変えず直立不動で「ダウンピッキングの8分弾き」という演奏スタイルが代名詞となっているが、実際はスラップなども巧みにプレイする[注 6]。
  - 活動初期はステージ上を動き回っていた。この件に関しては本人と渡邉貢から「そういうのウィキペディアに書いてあるらしいけど、真に受けちゃだめだよ（笑）」と否定されている[7]。そして「活動初期は新宿ロフトという狭いステージで当時6名で活動していたわけで、動き回りようがないんだけどね」と、ラジオ『東京ミュージカムステーション』ゲスト出演の際にコメント。実際にはBOØWY初期の頃は、現在より激しく肩を揺らしてベースを弾いていた[8][9]。
- BOØWY初期、六本木のスクエアビル内にあったゲームセンターでアルバイトをしていた。その際、店長から「髪立ててメイクしてバイトに来るのやめてくれない？」と注意を受けた経験がある[1]。
  - 後に阿佐ヶ谷にあった「mint」というカフェバーのマスターとなったが[1][10]、店がBOØWYの連絡先も兼ねていたため、熱心なファンが通い詰めたことで売上が上がらず、程なくして閉店している。

## 使用ベース
様々な種類・メーカーのベースを使用しているが、代表的なモデルのみを本項目で記載。
フェンダー・プレシジョン・スペシャル
1980年頃、「織田哲郎&9th Image」時代に織田哲郎から「プロならフェンダーのベースを持ちなよ」と言われて購入したもの。色は購入時は「キャンディ・アップル・レッド」と呼ばれる濃い赤色だったが、ザ・クラッシュのベーシスト、ポール・シムノンに触発され、松井自身がまだローンが残っているこのベースの塗装を剥がして、ヘッド部分も含めたボディを白に塗りかえ、その上に青・黄・赤色のペンキをまき散らしている。
本ベースはフェンダーで製造された期間が1980年ごろから1983年ごろまでと非常に短い。通常のフェンダー・プレシジョン・ベースとは異なり、通常2個であるコントロール・ノブが3個あり（3個目のノブでトレブル・ベースのブースト・カットが可能）、アクティブ回路を搭載、ボディの裏側には9V電池を入れる箇所がある。更にアクティブ回路とパッシブ回路を切り替えるミニスイッチが搭載され、金属パーツはゴールド仕様になっている。ボディはアッシュ。
レコーディングではほぼ一貫してメイン・ベースとして使用された（佐久間正英がプロデュースした作品では、佐久間所有のフェンダー・ジャズベースも併用した）。ライヴでは「織田哲郎&9th Image」時代から、BOØWY時代は結成から1985年の「BOØWY’S BE AMBITIOUS TOUR」までと、1987年の「Dr. FEELMAN'S PSYCHOPATIC HEARTS CLUB BAND TOUR」、1988年の「LAST GIGS」で使用。同仕様で複数本所有していた（サブベースはフェルナンデス製で、ピックアップカバーの色がメイン・ベースは白、サブベースは黒）。
メイン・ベースは盗難に遭うが、後にゾディアック・ワークスから（ボディやネックはフェンダー・ジャパンで制作）同仕様のモデルが限定35本（実際に製作された本数は、松井自身の物も含めて36本）発売された。
フェルナンデス・オリジナル・ベース
複数のベースを制作している。最初に作ったものは白いボディにバナナヘッドを持ったもので、1985年の「BOØWY’S BE AMBITIOUS TOUR」と1986年の「わがままジュリエット」のMV、当時のテレビ出演時等で使用。次にフェルナンデスの看板モデルである、黒色の「リボルバー・シリーズ」を1986年の「JUST A HERO TOUR」で使用した（後述のヘッドレス・ベースのプロトタイプとも言われている）。その後、「フィリップ・クビキ・ファクター」というメーカーのベースを参考にしたオリジナルのヘッドレス・ベースを製作。色は黒色でスルーネック構造。1986年の「ROCK’N ROLL CIRCUS TOUR」から使い始め、その後もテレビ出演時や1987年の「"GIGS" CASE OF BOØWY」、「Marionette」のMV等で使用している。
松井自身の要望で、ライブでの使用を前提として製作されたベースで、軽量・コンパクトな造りが特徴。松井自身は「（このベースは）スケールもちょっと短かったと思うんですよ（実際にはロング・スケール仕様）。ステージでは（軽くて小さいので）凄く弾き易かったけど、音に関しては（フェンダー・プレシジョン・スペシャルと比べると）少し物足りなかったですね」と解散後のインタビューで述べている。
ピックアップは当初はフェルナンデス製のアクティブ・ピックアップ「F.G.I.TECHNOLOGY」が搭載されていたが、後にEMG製に交換されている。現在このヘッドレス・ベースはゾディアック・ワークスで販売されており、同仕様で入手することが可能。ボディはマホガニー、ネックはメイプルを使用。指板はフェルナンデス製ではローズウッドが使用されていたが、ゾディアック・ワークス製はエボニーが使われている。
アリアプロ・サイバーアロー
松井のシグネチャー・モデルで、矢羽のような左右対称のボディが特徴。ボディの色は赤地に白ラインで、のちに黒地にシルバーラインの物も製作された。
コントロールはピックアップのオン・オフスイッチがあるだけのシンプルなモデルで、腕が当たる部分に窪みがあるなど、自身のプレイスタイルに合わせた造りになっている。主にソロライブで使用された。

## 作品

### シングル
1. TEARS（1991年10月16日）
2. あの頃僕らは（1993年9月29日）
3. GLACIER（1994年9月21日）
4. LAST ANGEL（1995年10月4日）
5. SHADOW OF THE MOON（1996年9月4日）
6. MIRAI (feat. DACHICO)（2013年1月23日） - インターネット配信限定

### アルバム
1. よろこびのうた（1989年10月25日）
2. SONG OF JOY'（1991年8月30日）
3. 月下氷人（1992年10月22日）
4. あの頃僕らは（1993年10月20日）
5. GLACIER（1994年10月19日）
6. DEEP SKY（1995年10月25日）
7. HEAVEN（1996年10月9日）
8. "DNA MIX" HEAVEN VERSION（1996年11月27日）
9. Bye Bye EXTREMER（1998年5月27日）
10. DECADE（2001年11月28日）
  - 2枚組ベスト・アルバム
11. Nylon nights（2006年9月23日）
12. Nylon nights 2（2006年12月16日）
13. Lullaby of the Moon（2007年6月30日）
14. HORIZON 〜20TH ANNIVERSARY〜（2009年10月21日）
  - ソロ活動20周年記念ベスト・アルバム
15. RAVE ON（2009年12月24日）
  - 洋楽カバー・アルバム
16. Reverie（2014年12月24日）
  - 「SONG OF JOY'」以来23年ぶりのよろこびのうたシリーズ再始動作品
17. Moments In Love（2015年12月23日）
18. Heart Rate（2017年2月22日）
19. liquid（2018年2月21日）

### ソロプロジェクト
1. "1"（2003年9月25日）
  - GROOVE SYNDICATE名義

### DVD
1. ナイロンナイツ in AOYAMA（2006年12月16日）
2. ナイロンナイツ at クラブ・イクスピアリ（2007年2月26日）

### 著書
- 『あの頃 僕らは』ソニー・ミュージックソリューションズ、1993年12月。ISBN 4789708500。
- 『記憶』徳間書店、2009年11月20日。ISBN 978-4-1986-2826-0。

## レコーディング参加
- 花田裕之『Riff Rough』（ツアーにも参加）
- 氷室京介『SHAKE THE FAKE』
- 高橋まこと『楽しき人生』
- 布袋寅泰『SCORPIO RISING』（ツアーにも参加）・『DOBERMAN』（ツアーにも参加）・『GUITARHYTHM VI』（ツアー3公演にもゲスト参加）
- 吉川晃司『HOT ROD』・『PANDORA』・『TARZAN』・『Double-edged sword』（ライブにゲスト参加。「ザ・ベストテン」の特番に吉川が「モニカ」で出演した際には、Vo.Gt.吉川・Ba.松井・Drs.高橋まこと というラインナップ）。
- 鈴木けんじ
- Ame 『幻灯』（アドバイザーとして参加）
- 遠藤久美子『夢ロケッツ』
- GORILLA ATTACK『Awakening To Alive』（収録曲の「メメントモリ」をプロデュース）